# Pavel Landovský
Pavel Landovský, né à Nemecký Brod en Tchécoslovaquie (aujourd'hui Havlíčkův Brod en République tchèque) le 11 septembre 1936, et mort le 10 octobre 2014 à Kytín (Prague), est un acteur, dramaturge et metteur en scène tchèque. C'était un célèbre dissident sous le régime communiste de l'ancienne Tchécoslovaquie.

## Biographie
Landovský étudie à l'Académie de Prague (cs), puis joue à Teplice, Olomouc, Pardubice et Klatovy. La première pièce qu'il a écrite, Hodinový hoteliér, est représentée pour la première fois au Club dramatique de Prague le 11 mai 1969. En 1971, le régime communiste lui interdit tout rapport avec les métiers du cinéma et de la télévision. Il continue de jouer au théâtre, notamment au club Činoherní. Landovský est l'un des initiateurs de la Charte 77, une pétition pour les droits de l'homme. En collaboration avec Ludvik Vaculik et Václav Havel, il est l'un des porte-paroles officiels de la charte. En conséquence, il lui également interdit de jouer au théâtre. Constamment harcelé par la Sécurité d'État (Státní Bezpecnost), une nuit de l'hiver 1978-79, Landovský est accosté par un agent et roué de coups et a la jambe cassée. Craignant pour sa sécurité, il quitte le pays et accepte une proposition du Burgtheater de Vienne, en Autriche.
Après la Révolution de velours en 1989, il revient à Prague en janvier 1990 et a le rôle d'un des personnages principaux de la pièce Audience au club Činoherní, avec une mise en scène de Jiří Menzel. La pièce a été écrite par son ami Vaclav Havel, élu depuis peu Président de Tchécoslovaquie.

## Filmographie partielle
- 1966 : Trains étroitement surveillés de Jiří Menzel
- 1967 : Marketa Lazarová de František Vláčil : Jan
- 1967 : Pension pour célibataires de Jiří Krejčík : Nájemník
- 1967 : Svatba jako řemen de Jiří Krejčík : le chauffeur Lojza
- 1969 : Adelheid : le milicien Jindra
- 1969 : Já, truchlivý bůh d'Antonín Kachlík : Apostolko
- 1988 : L'Insoutenable Légèreté de l'être de Philip Kaufman :  Pavel
- 1989 : Follow Me : le professeur Pavel Navratil
- 2007 : Après l'hiver de Jan Svěrák : Rezác
- 2011 : Sur le départ (Odcházení) de Václav Havel